# Драгоња
Драгоња (итал. Dragogna) је река у Словенији. Извире у подножју Ћићарије код засеока Полетичи у близини Грачишча и улива се у Пирански залив, односно Јадранско море. Река има бујичаст ток. При већим пљусковима поплављује. У доњем току је пространа равница, настала наносима, на којој су поља и солане у Сечовљама. Један део Драгоње, у близини Јадранског мора, формира границу између Словеније и Хрватске.
Дугачка је 28 км, површина слива је 95,6 km² и има 18 десних и 13 левих притока. У долини се од давнина гаје винова лоза, маслине и поврће.
Драгоња се у антици звала Аргао, а у средњем веку и Fijume d‘Argogna.